# Aphis peucedanicarvifoliae
Aphis peucedanicarvifoliae är en insektsart. Aphis peucedanicarvifoliae ingår i släktet Aphis och familjen långrörsbladlöss. Inga underarter finns listade i Catalogue of Life.